# Jakob Heusser
Jakob Heusser (* 14. März 1895 in Uster; † 12. März 1989 in Zürich) war ein Schweizer Politiker (BGB).

## Biografie
Jakob Heusser, 1895 als Sohn eines Landwirts in Uster geboren, liess sich nach der Absolvierung der Landwirtschaftlichen Schule Strickhof in Zürich an der ETH Zürich zum Agraringenieur ausbilden. Bis 1924 arbeitete Jakob Heusser auf dem Schätzungsamt des Schweizerischen Bauernverbands in Brugg, ab 1925 als Landwirtschaftslehrer im Strickhof, zu dessen Direktor er 1941 gewählt wurde. Daneben fungierte Heusser zwischen 1933 und 1941 als nebenamtlicher Leiter der Zürcher Bauernhilfskasse. Anlässlich der Einweihung des Neubaus des Zürcher Kantonsspitals verlieh ihm die Medizinische Fakultät der Universität Zürich den Ehrendoktor. Jakob Heusser verstarb 1989 zwei Tage vor Vollendung seines 94. Lebensjahres in Zürich. Er wurde auf dem Friedhof Fluntern beigesetzt. Seine Grabstätte wurde aufgehoben.
Heusser, Mitglied der BGB, gehörte zwischen 1943 und 1963 dem Zürcher Regierungsrat an, wo er der Gesundheits- und Fürsorgedirektion vorstand. Auch als Regierungsrat blieb Heusser als Präsident des Schweizerischen Landwirtschaftlichen Vereins und als Mitglied des leitenden Ausschusses des Schweizerischen Bauernverbands ein Interessenvertreter der Bauern.